# Karl Mellander
Karl Mellander, född 11 september 1888 i Björketorps socken, Älvsborgs län, död 22 december 1966 i Lunds domkyrkoförsamling, var en svensk arkivarie.
Mellander blev filosofie kandidat vid Göteborgs högskola 1912, filosofie magister 1913, filosofie licentiat 1925 och filosofie doktor 1934. Han blev amanuens vid Landsarkivet i Göteborg 1917, länsarkivarie i Östersund 1929, landsarkivarie i Härnösand 1935 och slutligen i Lund 1946, en befattning vilken han behöll intill pensioneringen 1954.  
Från 1914 var Mellander även bibliotekarie vid Göteborgs högskolas seminariebibliotek och övergick 1918 till motsvarande post vid Chalmers tekniska institut, vilken han innehade intill 1929, då han flyttade från Göteborg. Han tjänstgjorde 1914–18 även som timlärare i historia och statskunskap vid Göteborgs högre samskola, valdes 1914 till sekreterare och 1928 till vice ordförande i Historiska föreningen i Göteborg, varifrån han avgick 1929. År 1938 blev han ordförande i styrelsen för Härnösands stadsbibliotek och invaldes 1944 som ledamot av Samfundet för utgivande av handskrifter rörande Skandinaviens historia. Mellander är begravd på Norra kyrkogården i Lund.